# Залесский, Василий Андреевич
Васи́лий Ани́симович Зале́сский (1781 — 1833) — русский генерал-майор, начальник артиллерии Черноморского флота.

## Биография
Первоначальное образование получил в семинарии, а затем окончил курс в морском артиллерийском училище в Херсоне. В 1798 году произведён в офицеры. С 1818 года преподаватель высших наук в Черноморском артиллерийском училище в Николаеве.
Усовершенствовал пушечные станки на образцовой канонерской лодке. Был сотрудником адмирала Грейга по преобразованию морской артиллерии.
В турецкую войну 1828—1829 годов Залесский руководил действиями осадной артиллерии при захвате Анапы и Варны, а при овладении крепостью Мисемврия командовал двумя бомбардирскими судами.
В 1831 году был произведён в генерал-майоры и назначен начальником артиллерии Черноморского флота.